# Сајам зимнице и здраве хране
Сајам зимнице и здраве хране је гастрономско-туристичка и културна манифестација, која се одржава од 2017. године у сврљишком селу Црнољевица, чиме се уједно обележава и Међународни дан жена на селу 15.октобар.
Овај сајамски догађај окупља велики број домаћица из Сврљига, али и околине, које на креативне начине поред зимнице, приказују и остале домаће радиности (вез, плетиво, органску храну...).
Поред хране, манифестацију обогаћује и разнолик културно-уметнички програм, као што су наступи фолклорних ансамбала, казивање стихова на дијалекту, музичке интерпретације итд.
Циљ манифеставије је очување традиционалног начина припреме хране и живота на селу.